# Nacaeus bicolor
Nacaeus bicolor är en skalbaggsart som först beskrevs av Sharp 1887.  Nacaeus bicolor ingår i släktet Nacaeus och familjen kortvingar. Inga underarter finns listade i Catalogue of Life.